# 9 × 21 мм IMI
9×21 мм IMI (официальное наименование 9 × 21 — согласно требованием C.I.P. (ПМК)) — израильский пистолетный унитарный патрон с бесфланцевой гильзой цилиндрической формы с небольшой конусностью, разработанный в 1984 году израильским концерном «Israel Military Industries» на основе патрона 9 мм Люгер путём увеличения длины гильзы на 2 мм. Предназначался для экспорта на итальянский рынок гражданского оружия (в Италии ограничено использование «гражданского» оружия под стандартный боевой патрон итальянской армии 9 mm Parabellum).

## Описание
9×21 IMI по своим баллистическим характеристикам практически эквивалентен патрону 9×19 Parabellum, и по общей длине и диаметрам пули и гильзы он соответствует патрону 9×19, отличаясь от последнего лишь большей длиной гильзы и несколько большим, чем у «стандартного» патрона 9×19 Parabellum, рабочим давлением.
Крупнейшими производителями патронов 9×21 IMI являются израильский концерн «IMI» и итальянское предприятие «GFL». Также он широко производится в странах Европы. В США компания «Starline» производит гильзы для самостоятельного снаряжения патронов 9x21.
Патрон 9×21 IMI стал одним из самых популярных боеприпасов на итальянском гражданском рынке оружия (около 80 %) и среди патронов для целевой стрельбы (около 50 %).
Под патрон 9×21 IMI выпускается большой ассортимент оружия, в частности, многие пистолеты фирмы Беретта, предназначенные для европейского гражданского рынка, такие как Beretta 92, Beretta 8000 Cougar, Beretta 9000 и др.
Типичными характеристиками патрона 9×21 IMI считаются: масса пули 7.45 или 8 грамм, начальная скорость — 360—390 м/с, дульная энергия — 518—570 Джоулей.

## Оружие под данный патрон
- Glock 43
- Beretta 92
- CZ 75
- Walther P5
- Steyr M9-A1
- некоторые модификации Uzi